# Susanna Porela-Tiihonen
Susanna Porela-Tiihonen (* 22. August 1987) ist eine finnische Biathletin.
Susanna Porela-Tiihonen tritt seit 2005 bei Junioren-Weltmeisterschaften im Biathlon an. Nachdem sie in Kontiolahti 2005 keine nennenswerten Ergebnisse erreichen konnte, lief sie 2006 in Presque Isle auf Platz 18 im Sprint und wurde Sechste mit der finnischen Staffel, zu der auch Mari Laukkanen und Annu Humalajoki gehörten. Auch 2007 in Martell konnte sie als 17. im Einzel, 15. im Sprint, 19. in der Verfolgung und Fünfte mit der Staffel (mit Laukkanen und Pinja Piira) erneut gute Ergebnisse erreichen. Die guten Resultate brachten ihr eine Nominierung für die Biathlon-Weltmeisterschaften 2007 in Antholz ein, wo Porela-Tiihonen in drei Rennen eingesetzt wurde. Im Sprint wurde sie 72, im Einzel 62., mit der Staffel 12. Im Lahti gab die junge Finnen als 61. im Einzel anschließend noch ihr Debüt im Biathlon-Weltcup. Erfolgreich verliefen auch die Sommerbiathlon-Weltmeisterschaften der Junioren 2007 in Otepää für Porela-Tiihonen. Im Sprintwettbewerb mit Skirollers belegte sie Platz fünf. Weitere gute Ergebnisse folgten in der Winter-Saison 2007/08. Zwar gelangen ihr bei den Weltcup-Einsätzen zum Saisonbeginn keine nennenswerten Ergebnisse, doch verliefen die Junioren-Weltmeisterschaften in Ruhpolding sehr erfolgreich. Im Sprintrennen verpasste die Finnen als Vierte knapp eine Medaille, im Sprint wurde sie Achte. Auch die Biathlon-Weltmeisterschaften 2008 in Östersund waren recht erfolgreich für die noch junge Athletin. Im Einzel wurde sie 68, im Sprint jedoch 52, was zugleich das beste Weltcup-Resultat bislang und die Qualifikation für die Verfolgung bedeutete, in der sie jedoch von der Siegerin Andrea Henkel überrundet wurde. Mit der Staffel Finnlands kam zudem ein 15. Platz hinzu.
Seit ihrer Eheschließung 2011 tritt Susanna Porela unter dem Doppelnamen Porela-Tiihonen an.

## Biathlon-Weltcup-Platzierungen
Die Tabelle zeigt alle Platzierungen (je nach Austragungsjahr einschließlich Olympische Spiele und Weltmeisterschaften).
- 1.–3. Platz: Anzahl der Podiumsplatzierungen
- Top 10: Anzahl der Platzierungen unter den ersten zehn (einschließlich Podium)
- Punkteränge: Anzahl der Platzierungen innerhalb der Punkteränge (einschließlich Podium und Top 10)
- Starts: Anzahl gelaufener Rennen in der jeweiligen Disziplin

| Platzierung                      | Einzel | Sprint | Verfolgung | Massenstart | Staffel | Gesamt |
| -------------------------------- | ------ | ------ | ---------- | ----------- | ------- | ------ |
| 1. Platz                         |        |        |            |             |         |        |
| 2. Platz                         |        |        |            |             |         |        |
| 3. Platz                         |        |        |            |             |         |        |
| Top 10                           |        |        |            |             | 1       | 1      |
| Punkteränge                      |        |        |            |             | 5       | 5      |
| Starts                           | 6      | 6      | 1          |             | 5       | 18     |
| Stand: nach der Saison 2009/2010 |        |        |            |             |         |        |